# 「解同」暴力糾明裁判
「解同」暴力糾明裁判（かいどうぼうりょくきゅうめいさいばん）とは、1991年から1994年まで、部落解放同盟「解同」が全国部落解放運動連合会（全解連）と部落問題研究所を相手取って京都地方裁判所で争った民事訴訟の日本共産党を初めとする「解同」に批判的な立場の団体・人物による略称。

## 経緯
1988年1月、部落解放同盟が中心となって反差別国際運動 (IMADR)を東京で結成。同年5月、国連NGOの登録申請をおこなった。
これに対して全解連と国民融合全国会議は、1988年12月この「IMADRは国連NGO資格に値しないので認可すべきでない」と主張してNGO委員会に代表者を派遣し、日本国内44団体の賛同を集めた通告文を提出。さらに1989年4月、部落問題研究所を入れた3団体で国際問題合同委員会を結成し、その名で同年11月以降『日本人権情報』1号から6号を送付し、「解同による暴力事件や利権問題の数々」を報告した。例として挙げられたのは以下の事件である。
1. 矢田事件（1969年）
2. 八鹿高校事件（1974年）
3. 山本吹田市長宅包囲事件（1969年）
4. 榎原吹田市長つるしあげ事件（1972年）
5. 吹田二中事件（1972年）
6. 八尾斉藤市議「除名」問題（1969年）
7. 橋本せつ子不当配転問題（1972年）
8. 西宮市役所占拠事件（1973年）
9. 羽曳野津田市長強要事件（1973年）
10. 東京都政不当介入事件（1974年）
11. 文化厚生会館事件「文化厚生会館（研究所）不法占拠事件」（1966年）
12. 全国部落問題夏期講座襲撃事件（1970年）
13. 小松島市議糾弾事件（1969年）
14. 吹田三暴力事件（1972年）
15. 広島県戸手商高事件（1973年）
16. 旭ヶ丘小学校教育介入・集団暴力事件（1980年）
17. 天理西中学校教育介入・集団暴力事件（1989年）
18. 広島県三次市八次小学校事件（1987年）
19. 高知市一ツ橋小学校事件（1988年）
20. 大阪中之島公会堂使用許可取消事件（1969年）
21. 『橋のない川』上映妨害事件（1969年～）
22. 埼玉県加須市長選挙無効事件（1975年）

他、宗教やマスコミに対する介入事件、東京企業連不正利得事件（1980年）や東京パブコ脱税事件（1985年）など。この間、1989年1月に国連NGO委員会の審査がおこなわれた際、IMADRの組織が国際的な拡がりを持っていないことなどについて多くの疑問が出されたため、1991年の審査まで認可保留（継続審査）とされた。
1990年5月、IMADRはロスター（最下位の資格）として国連NGO委員会に再申請をおこなった。しかし1991年1月、組織資金が解放同盟に依存しすぎていることや、解放同盟の暴力行為が理由となって、1993年の審査まで再び認可保留となった。
このため解放同盟は、1991年11月、全解連と部落問題研究所を相手取って名誉毀損の損害賠償と謝罪広告を求め、京都地裁に民事訴訟を提訴。その理由は、全解連と部落問題研究所が「事情の良く判らない海外の関係者に、あたかも部落解放同盟が暴力団体であり、利権団体であるかのような宣伝を繰り返し行った」ことであると委員長の上杉佐一郎は説明した（1992年3月5日の第1回口頭弁論における上杉の発言）。
これに対して全解連と部落問題研究所は、この裁判を「解同の暴力と利権あさりの糾明の場」と捉え、「解同の暴力と利権あさりを糾明する裁判」（略称「解同暴力糾明裁判」）と命名。構成員約500万人が名を連ねる「解同の暴力糾明裁判に勝利する全国の会」を結成し、1992年3月5日以降の口頭弁論に臨んだ。このとき全解連と部落問題研究所が京都地裁に提出した書面は、『解同暴力糾明裁判PARTI』（1992年、全解連ブックス）および『解同暴力糾明裁判PARTII』（1994年、全解連ブックス）として公刊された。
この後、1993年3月9日、解放同盟は第5回口頭弁論の直前に裁判官忌避を申し立てた。この申し立ては京都地裁と大阪高裁で棄却され、解放同盟は最高裁に特別抗告申立をおこなったが、最高裁からも1993年3月24日に却下された。
1993年3月30日、国連NGO委員会が「解同の暴力問題は日本国内で解決すべきだ」との意見を出し、IMADRをロスターとして認可。背景には、この決定の直前に同委員会の審議が19カ国委員の全員一致制から多数決制に変更されたという事情があった。
この後、1994年10月6日に京都地裁で第5回口頭弁論がおこなわれたが、その当日に解放同盟が「IMADRのNGO認可によって当初の目的を達した」との理由により提訴を取り下げ、本裁判は終了した。
この提訴取下げの動機について、部落問題研究所の杉之原壽一は「解同は（中略）国内での悪評を国外での活動でごまかそうとしたわけ。それが解同を主体にしたイマドル (IMADR) の結成なんですが、それを国連のNGOに登録して、権威をもたせようとした。ところが2年に1回やられる審査で、1989年と1991年の2回にわたって認可されなかった。その主要な理由がこれまで彼らがやってきた暴力と利権の事実を、全解連、国民融合、研究所でつくる『国際問題合同委員会』の活躍のなかで明らかにされて失敗した。それで（中略）それについては『提訴中』ということでかわそうとしたわけです」「4回にわたる公判の経過をみても、解同にとって裁判に勝訴する可能性はまったくないといっていいわけですね。したがってNGOの資格をとったのだから、これ以上裁判を続ける意味がなくなった」と主張した。